# 普胜寺
普胜寺，俗称“十达子庙”，是位于中国北京市东城区南河沿大街111号的藏传佛教格鲁派寺院。如今此处是欧美同学会会址。

## 历史
普胜寺寺址原为明朝北京皇城东苑的崇质宫，俗称“黑瓦殿”。明英宗在土木堡之变中遭蒙古瓦剌部俘虏，获得释放回到北京后，即在此宫居住。明朝末年，此宫毁废。  寺址在元代曾为皇家重要祭祀设施——太乙神坛的所在地，经考据太乙神坛在“南内”崇质宫(明英宗被软禁处)的位置上，与皇城西南角的大庆寿寺相对，均在元皇城墙外，为明代向南扩建的部分，因而被称为南内(西南处无扩建)，也就是清代的普胜寺。
普胜寺是清朝顺治八年（1651年）敕建，为清朝初年所建的三大寺之一。乾隆九年（1744年），该寺重修。乾隆四十一年（1776年）再度重修。普胜寺是清朝初年蒙古高僧恼木汗在北京的驻锡之所。
释妙舟《蒙藏佛教史》载，“普胜寺。在里新库东南，寺基为明南城旧址，寺前沿河尚有城墙根址也。清顺治八年建，清初建三大寺，普胜其一也。乾隆九年修，四十一年复修。寺内有碑二：东为内翰林国史院大学士宁完我撰碑，西为乾隆九年工部侍郎励宗万撰重修碑。民国九年，改为欧美同学会。寺内喇嘛额定十一名，奉命迁移地安门内东板桥火神庙。”
中华民国时期，普胜寺于1915年成为欧美同学会会址，直至如今。欧美同学会是由留学归国学生颜惠庆、周诒春、顾维钧、梁敦彦、王正廷、詹天佑、叶景莘等发起并资助，于1913年将北京、天津两地的同学会合并而成立。该会到宗旨为“修学、游艺、敦谊、励行”。该会最初在西交民巷租一小四合院为会址。1915年，欧美同学会会员集资2000元现银，购置了已经破旧的普胜寺，经翻修后建为会所，此后又在1918年、1922年两度扩建。1925年，颜惠庆发起，经国内外同学的募捐，由欧美同学会会员贝寿同工程师设计，再度扩建，此次共消耗资金四万多元。扩建之后，除设有大会议厅之外，还设有餐厅、图书馆、游艺室、浴室、招待所等，形成了如今的建筑规模。抗日战争期间，该会址被占用，并遭严重破坏。抗日战争胜利后，已遭严重破坏的该会址被欧美同学会收回，建筑陆续获得修复。该会址院内的普胜寺的两块大型卧碑于1984年被运至北京石刻艺术博物馆收藏。 
1986年6月，“欧美同学会（普胜寺）”被公布为北京市东城区文物保护单位。2011年3月7日，“欧美同学会”被公布为北京市文物保护单位。

## 建筑

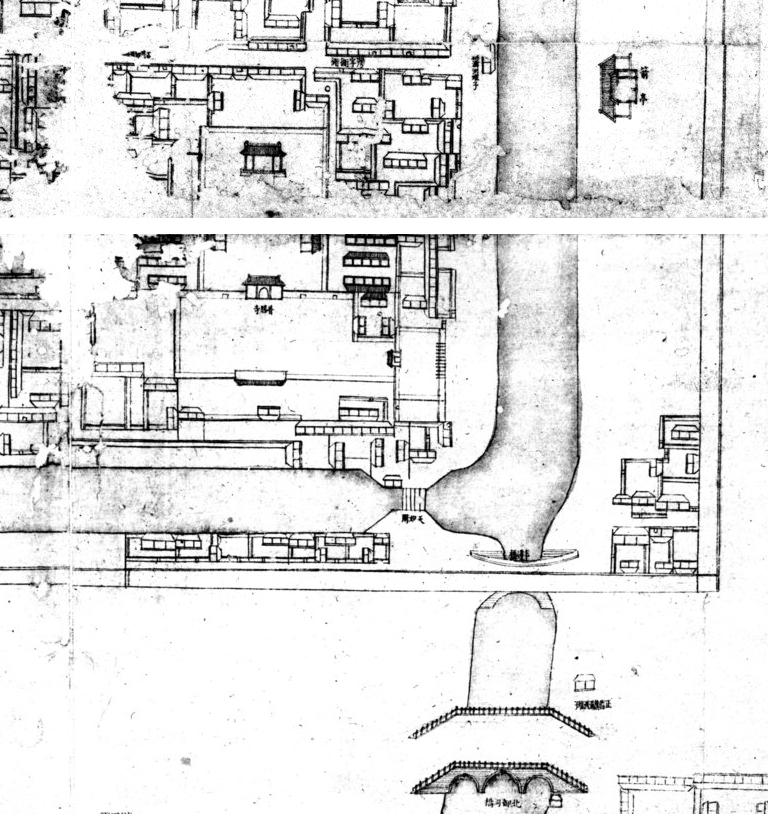
《乾隆京城全图》中的普胜寺。普胜寺以南的东西向河道为菖蒲河，以东的南北向河道现为南河沿大街。

《乾隆京城全图》显示，乾隆年间普胜寺的主体建筑格局与现状符合，有大殿三间，东西配殿各三间，山门三间；临街向东开有大门一间，门前设有栅栏。现状的临街大门是民国时期所建，寺内主院仍存原建筑，但增建转角廊庑以及抱厦。普胜寺的现状为：
- 大门：三间，坐西朝东，黄琉璃瓦绿剪边，大式硬山顶。[1]
- 山门（二道门）：三间，坐北朝南，前出抱厦，后出廊，左右各有一尊石狮。[1]
- 正殿：二道门内有正殿三间，坐北朝南，黄琉璃瓦顶，单昂三踩斗栱，和玺彩画，前出廊，带有月台。[1]
  - 东、西配殿：各三间，黄琉璃瓦顶，出抱厦前廊。整个院落有廊庑相通。[1]

走廊前院原来有两座大型卧碑，碑宽3米多，高1.5米。东侧为普胜寺创建碑，为雕龙首方蚨，碑文是清朝翰林、国史院大学士宁完我所撰。西侧为普胜寺重修碑，为九龙首龟蚨，碑文是乾隆九年（1744年）工部侍郎励宗万所撰。两块卧碑于1984年被运至北京石刻艺术博物馆收藏。 